# (35827) 1999 JY53
1999 JY53 (asteroide 35827) é um asteroide da cintura principal. Possui uma excentricidade de 0.20381250 e uma inclinação de 3.61282º.
Este asteroide foi descoberto no dia 10 de maio de 1999 por LINEAR em Socorro.